# Eparchia nowogródzka

Eparchia nowogródzka na tle podziału administracyjnego Egzarchatu Białoruskiego

Eparchia nowogródzka – jedna z eparchii Egzarchatu Białoruskiego Patriarchatu Moskiewskiego, z siedzibą w Nowogródku. Jej obecnym ordynariuszem jest arcybiskup nowogródzki i lidzki Guriasz (Apalko), zaś funkcje katedry pełni sobór św. Mikołaja w Nowogródku.
Eparchii podlegają parafie i klasztory na terenie części rejonów obwodu grodzieńskiego. Wyjątkiem jest monaster Zaśnięcia Matki Bożej w Żyrowiczach, który posiada status stauropigialnego, tj. podlega bezpośrednio egzarsze białoruskiemu, metropolicie mińskiemu i zasławskiemu. Biskup nowogródzki jest jedynie jego namiestnikiem.
W marcu 2012 w strukturach eparchii działało 97 parafii zgrupowanych w dziewięciu dekanatach. Czynnych było 156 cerkwi i 11 kaplic, zaś pracę duszpasterską prowadziło 105 kapłanów. Działały także 3 klasztory:
- Monaster Świętych Zosimy i Sawwacjusza Sołowieckich w Krokotce Wielkiej, męski
- Monaster Ławryszewski, męski
- Monaster Zwiastowania Najświętszej Bogurodzicy w Słonimie, żeński[1].

W 2014 z terytorium eparchii wyodrębniona została nowa administratura – eparchia lidzka. Od tego czasu w skład eparchii nowogródzkiej wchodzą 4 dekanaty: 
- korelicki
- nowogródzki
- słonimski
- zdzięcielski[5].

W 2021 r. żeński dom zakonny św. Ambrożego z Optiny w Rusakowie (podlegający dotychczas monasterowi Zwiastowania w Słonimie) został przekształcony w samodzielny klasztor.

## Biskupi nowogródzcy
- Konstantyn (Gorianow), 1992–1996[7]
- Guriasz (Apalko), od 1996 (od 2007 arcybiskup)[8]